# Uczeń

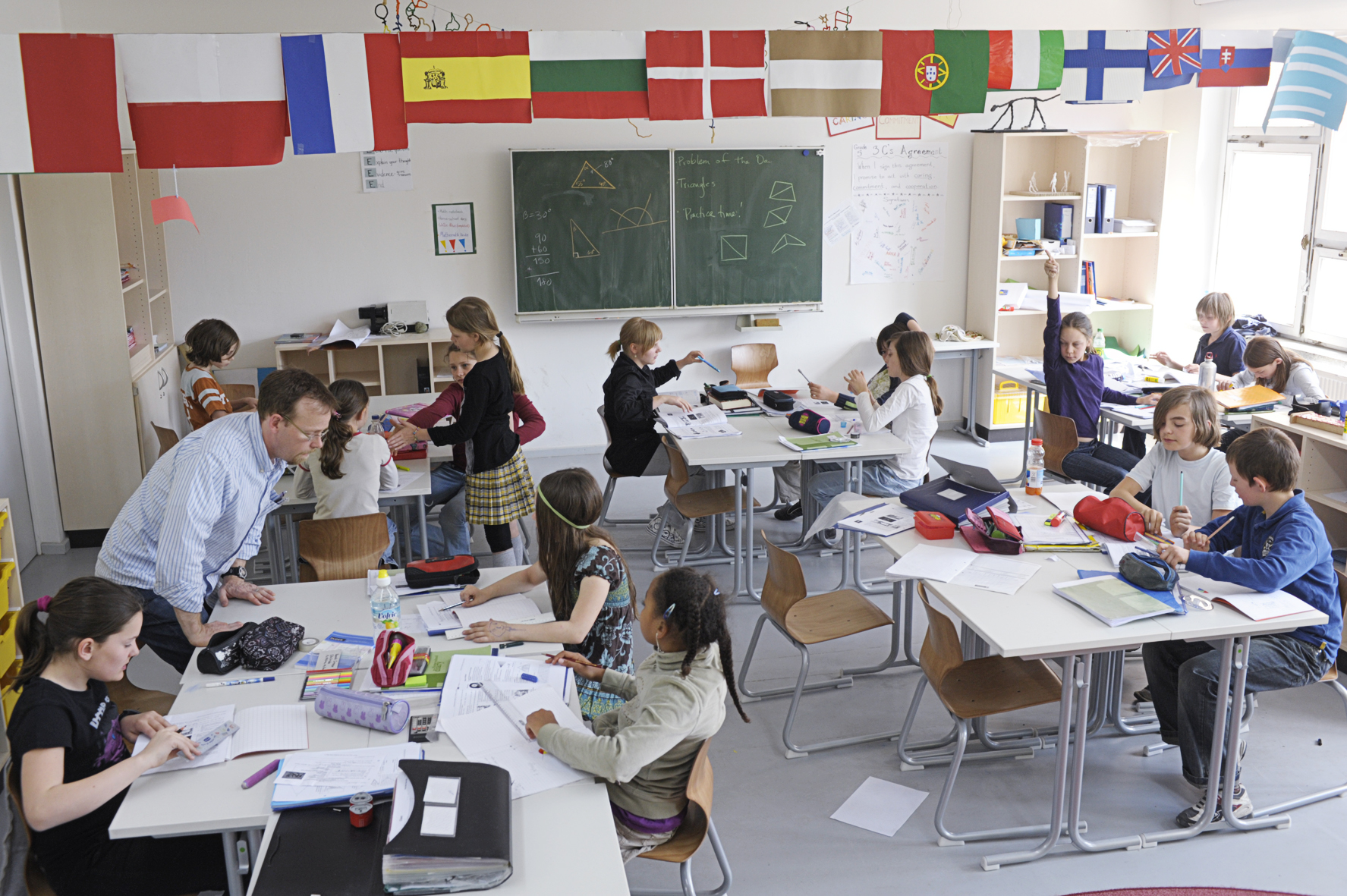
Uczniowie szkoły podstawowej na lekcji w klasie

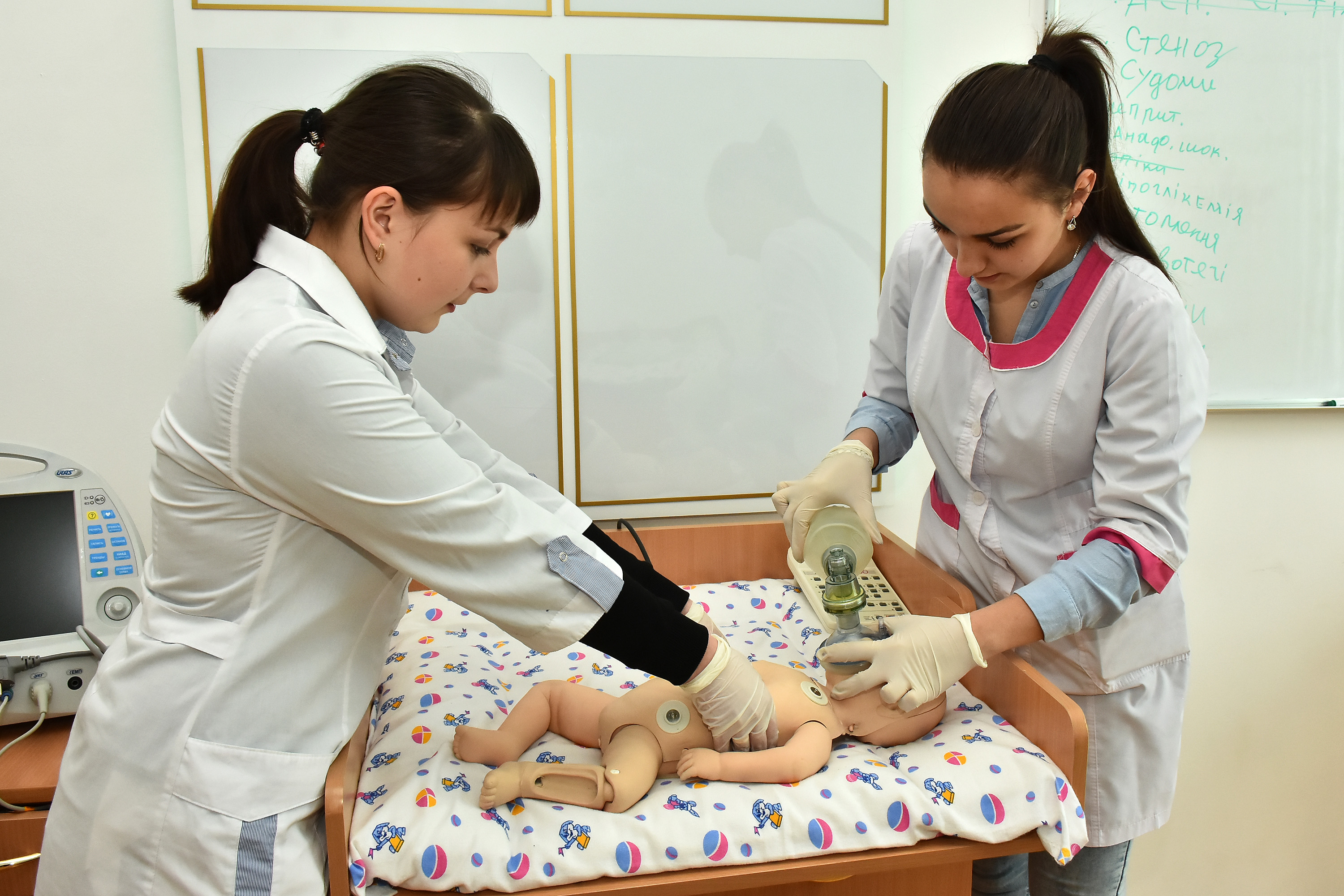
Uczennice szkoły medycznej

Uczeń – osoba pobierająca naukę. Dawniej: młody człowiek oddany do cechu, przyuczany do rzemiosła, określany także jako terminator. W Polsce rozróżnia się określenia uczeń i alumn (uczeń seminarium duchownego) w odróżnieniu do krajów anglosaskich, gdzie używa się ich wymiennie.
Obecnie w Polsce uczeń to osoba uczęszczająca do szkoły podstawowej i realizująca obowiązek szkolny (dzieci i młodzież w wieku od 7 do 18 lat) lub uczęszczająca do jednej ze szkół ponadpodstawowych i realizująca obowiązek nauki.
Osoby dorosłe uczęszczające do szkół dla dorosłych nazywane są słuchaczami. Osoby kształcące się w szkole wyższej są nazywani studentami i doktorantami.